# Donazione di Sutri

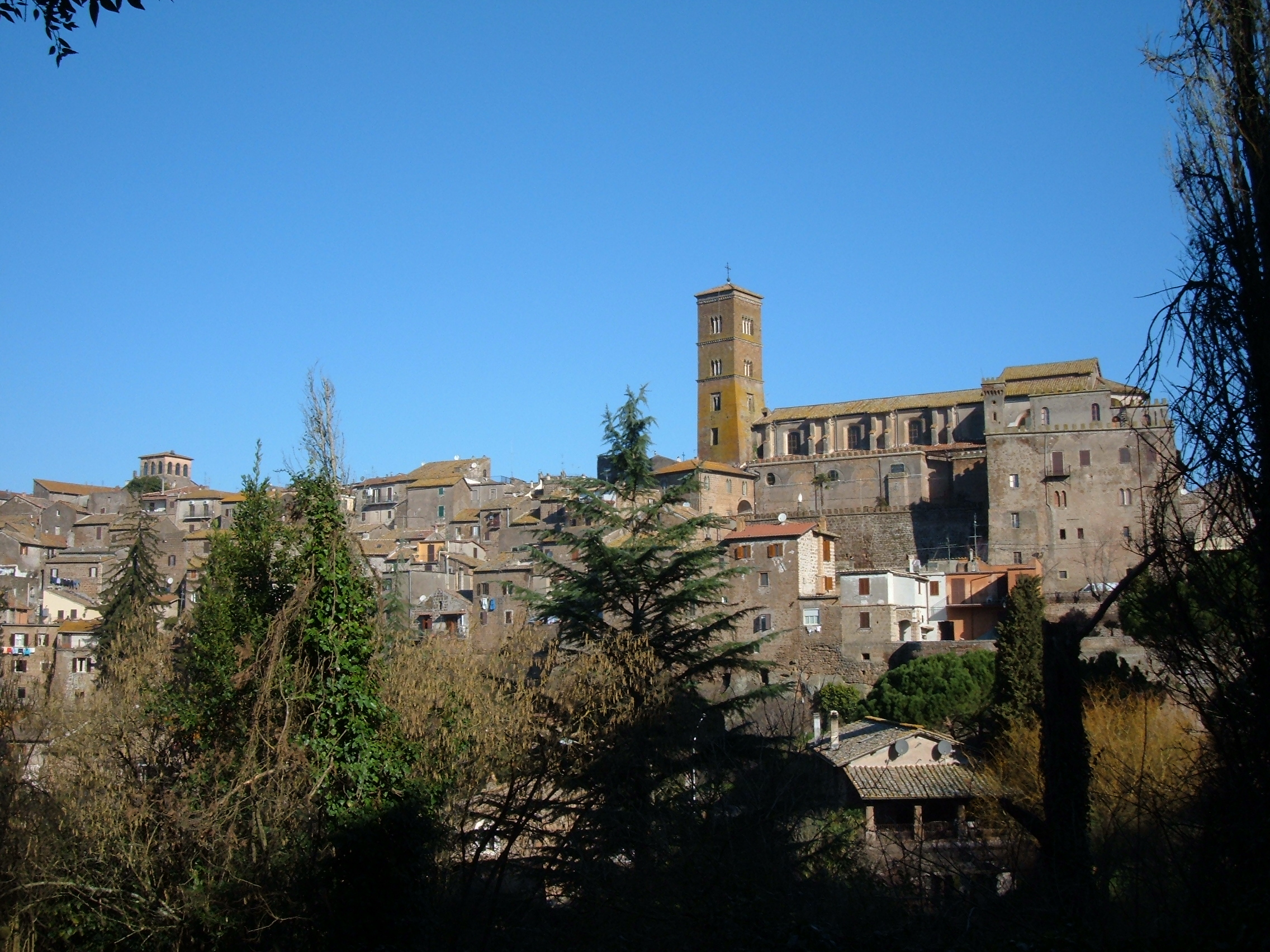
Scorcio dell'antica cittadina di Sutri.

I domini longobardi alla morte di Rotari (652).

Per Donazione di Sutri si intende la cessione, effettuata nel 728 dal sovrano longobardo Liutprando a papa Gregorio II, di alcuni castelli del Ducato romano importanti per la difesa di Roma, il maggiore dei quali era quello di Sutri. Fu la prima delle due restituzioni per donationis titulo effettuate da Liutprando alla Chiesa di Roma. La seconda si ebbe nel 743.

## Contesto storico
Dopo essere stato eletto re dei Longobardi (712), Liutprando, re di un popolo divenuto ormai cattolico, si trovò a fronteggiare una serie di problemi quali il forte potere delle principali famiglie dell'aristocrazia e la minaccia di secessione di alcuni grandi ducati; tra questi in particolare i ducati di Spoleto e di Benevento, costituenti la Langobardia Minor, di fatto autonomi dal potere centrale e separati dal resto del regno dal Corridoio bizantino, che attraversava tutta l'Italia centrale dal Tirreno (Roma) all'Adriatico (Ravenna).
A tal proposito iniziò dunque una politica di rafforzamento del potere centrale. Mentre, in una prima fase, cercò l'appoggio di parte del mondo ecclesiastico e romano, in seguito, una volta scoppiata la disputa iconoclasta si volse contro l'impero bizantino, tentando la conquista di quei territori che dividevano in due tronconi il regno. Liutprando seppe cogliere il momento propizio quando nei territori italiani governati dai bizantini si diffuse lo sdegno per l'appoggio dell'imperatore Leone III Isaurico al movimento iconoclasta. La sua campagna militare iniziò appunto da quei territori che dividevano in due la Langobardia, cioè l'area del Ducato romano. 
Quando il papa capì le intenzioni dei Longobardi - i quali erano probabilmente decisi a conquistare la stessa Roma - si sentì direttamente in pericolo, in quanto da molti anni l'impero bizantino aveva cessato di intervenire militarmente in favore di Roma, spendendo le proprie energie per difendere la sola Ravenna, capitale dell'Esarcato. Il corso degli eventi prese una direzione diversa da quella annunciata (la possibile presa di Roma) quando, nel 728, i Longobardi conquistarono la fortezza di Narni, centro strategico lungo la via Flaminia. Persa la via Flaminia, i bizantini concentrarono tutte le loro difese sulla via Amerina, unica altra strada romana che, partendo da Roma, attraversa l'Umbria e il Piceno.
A presidiare la via Amerina vi erano le fortezze di Todi, Amelia ed Orte. Più a sud, i castra di Bomarzo, Sutri e Blera erano a salvaguardia della via Cassia.
Papa Gregorio II (715-731) si rivolse direttamente a re Liutprando chiedendogli di rinunciare ai territori già conquistati e di restituirli all'esarca bizantino cioè al legittimo possessore. Liutprando, che nel frattempo era riuscito ad ottenere la sottomissione dei duchi "ribelli" di Spoleto e Benevento, invece donò il castrum di Sutri ai Santi Apostoli Pietro e Paolo, con un gesto di grande significato simbolico.

## Il significato politico della donazione
A partire almeno dal VI secolo, con papa Gregorio I (romano di nascita) la Chiesa era stata costretta suo malgrado a sostituirsi all'amministrazione bizantina provvedendo al vettovagliamento della popolazione dell'Urbe e dei dintorni. La popolazione era stata colpita da carestie e pestilenze, che si succedettero ripetutamente in quel periodo. Dovendo far fronte all'assenza dell'intervento dell'Imperatore di Costantinopoli, legittimo sovrano, e dell'Esarca di Ravenna, ai quali ripetutamente e invano aveva fatto ricorso per ottenere aiuti, il pontefice amministrò sotto la sua responsabilità l'Annona civile e militare, attingendo anche ai beni della Chiesa. Non di rado inoltre, a difesa del territorio e in nome dell'Imperatore, lo stesso papa Gregorio dovette esercitare l'imperium per mezzo del duca (il comandante della guarnigione militare) sulle truppe bizantine stanziate a Roma. 
Si può far risalire quindi almeno a questo periodo l'acquisizione de facto da parte del papato di un nuovo ruolo politico-istituzionale sul territorio di Roma e dei dintorni, non in virtù di una formale sovranità territoriale, ma in base al riconoscimento ottenuto dalla popolazione stessa. Inoltre, l'accresciuto peso politico-istituzionale della Chiesa, che andava oltre l'autorità religiosa, comportò una ristrutturazione della stessa struttura ecclesiastica al fine di metterla in grado di fare fronte alle accresciute, ed impreviste, funzioni cui si era vista chiamata.
Le donazioni longobarde dei primi castelli nell'VIII secolo, formalmente destinate "agli apostoli Pietro e Paolo", non possono pertanto prescindere da un riconoscimento ormai consolidato di un ruolo politico della Chiesa a cui gli stessi sovrani longobardi guardavano ormai come necessario interlocutore negli equilibri politici della penisola. Una soggettività che ormai andava oltre la sua forza principale data dalla "superiorità" spirituale conferitagli dal primato di San Pietro ed in virtù della successione apostolica (preminenza ribadita più volte nei concili ecumenici dei secoli III e IV, e già testimoniata nel I secolo durante il pontificato di papa Clemente I), autorità morale che veniva ormai riconosciuta anche dai popoli germanici: i Franchi, i Visigoti di Spagna, i Burgundi, gli Anglo-sassoni d'Inghilterra e gli stessi Longobardi.
D'altra parte la Santa Sede era già proprietaria di numerosi territori, i Patrimonia, storicamente documentati e mediante i quali venivano donati chiese e monasteri, e che erano pervenuti sin dalla fine del III secolo, come già testimoniato nell'Editto di Milano mediante il quale Costantino e Licinio ordinavano che alla Chiesa venissero anche restituiti i beni ad essa in precedenza confiscati, per accrescersi ulteriormente come descritto nel Liber Pontificalis. Già in anni precedenti inoltre erano avvenute altre restituzioni di patrimoni già appartenenti alla Chiesa e sottratti dai Longobardi come il patrimonio delle Alpi Cozie e la città di Cuma recuperata dallo stesso Gregorio II.

La Donazione di Sutri, pur non rappresentando l'atto formale della concessione di una sovranità statuale e pur ricevendola papa Gregorio II solo come rappresentante dell'Imperatore, costituisce comunque un riconoscimento formale dell'esercizio di alcuni poteri giurisdizionali in capo alla Santa Sede che questa già da tempo esercitava ormai di fatto, sostanzialmente diverso quindi dalla mera gestione amministrativa dei Patrimonia, e segno di una autorità politica che era venuta accentuandosi negli ultimi decenni.
Tale riconoscimento di una autorità anche civile e giurisdizionale (che fino ad allora era stata esercitata solo di fatto ma non di diritto sui territori romani), andrà accentuandosi negli anni di poco seguenti con gli immediati successori di Gregorio II (Gregorio III e Zaccaria), dovuto anche al progressivo disinteresse e allontanamento degli imperatori bizantini.
La donazione di Sutri, che avveniva nel pieno della rivolta ai decreti bizantini iconoclasti, vedeva inoltre la popolazione romana al fianco del papa contro i rappresentanti degli imperatori di Costantinopoli: l'Esarca e il Duca romano, che già si erano resi protagonisti di un fallito attentato ai danni di papa Gregorio II. Ciò rese maggiormente significativo il fine politico dell'atto della donazione da parte del re longobardo, che si ritagliò un ruolo di primo piano nel ristabilimento, seppur transitorio, dell'ordine e della pace nella penisola.
Va ricordato, comunque, che riguardo alle questioni storiografiche relative alla nascita di uno Stato della Chiesa e del potere temporale del papato, spesso le interpretazioni degli storici sugli atti - come quello di Liutprando - hanno valutazioni divergenti.

## Eventi successivi alla Donazione
Nel 739 papa Gregorio III indirizzò una lettera a Carlo Martello, maestro di palazzo del re dei Franchi, in cui comparve per la prima volta la locuzione populus peculiaris beati Petri, riferita alle popolazioni del Ducato Romano, del Ravennate e della Pentapoli, che vivono insieme in una respublica di cui san Pietro è il protettore e l'eroe eponimo.
Tra il 739 e il 741 a Sutri si aggiunsero: Gallese (per riscatto) e per donazione i castra di Ameria (Amelia), Orte, Bieda (Blera), e Polimartium (Bomarzo) e ancora nel 743 re Liutprando restituiva al Pontefice papa Zaccaria per donationis titulo quattro città da lui occupate (Vetralla, Palestrina, Ninfa e Norma) e una parte dei patrimoni della Chiesa in Sabina, ad essa sottratti oltre trent'anni prima dai duchi di Spoleto. Liutprando, dal canto suo, aveva temporaneamente sfumato le tensioni con gli altri ducati longobardi, soprattutto con i ducati periferici - e quindi più autonomi - di Spoleto e Benevento, evitando così una guerra civile.
Di poco successiva è la Promissio Carisiaca, sottoscritta a Pavia dal re dei Franchi Pipino il Breve nel 754.
Con i patti stretti con i sovrani franchi sin dalla seconda metà dell'VIII secolo la respublica di San Pietro non è più solo da intendere come "Patrimonio del vescovo di Roma", ma come un ente avente soggettività giurisdizionale riconosciuta ormai da più parti e a cui Pipino il Breve nel 754 garantirà protezione militare contro le aggressioni dei re longobardi. Le successive restituzioni dei re longobardi al pontefice (774) indotte dai patti con i Franchi, tra cui Ravenna e la Pentapoli, parlano espressamente di una restitutio alla Respublica Romanorum di cui il vescovo di Roma veniva riconosciuto capo.
Uno degli eventi successivi alla donazione di Sutri è anche la redazione del falso storico della Donazione di Costantino (in latino Constitutum Constantini). Secondo il documento, retrodatato al 321, l'imperatore romano Costantino I avrebbe ceduto alla Chiesa di Papa Silvestro I la giurisdizione civile sulla città di Roma, sull'Italia e sull'Impero Romano d'Occidente. Il documento fu redatto in forma di resoconto su pergamena di precedenti editti costantiniani.
L'autenticità della donazione costantiniana, così come descritta nel Constitutum, venne molto dibattuta tra canonisti e legisti già nei primi secoli dopo il Mille e messa in discussione dai membri delle cancellerie germaniche e franche che, pur non potendo ancora mettere in dubbio l'autenticità del documento, avevano tuttavia evidenziato sul piano del diritto l'incongruenza delle prerogative reclamate dalla Chiesa. Tale argomento venne confermato nel XV secolo dall'umanista Lorenzo Valla, che ne dimostrò la falsità su base linguistica e filologica: la Donazione di Costantino sarebbe stata approntata oltre cinquecento anni dopo la morte dell'imperatore e sarebbe quindi da collocare tra l'VIII ed il IX secolo, più probabilmente durante il pontificato di papa Paolo I.
Se si valuta il contesto storico in cui venne concepito (caratterizzato dall'incertezza sulla titolarità del potere giurisdizionale dei territori che la Santa Sede amministrava), si può affermare che il Constitutum Constantini rappresentasse una rivendicazione non del tutto arbitraria del ruolo acquisito fino a quel momento dalla Chiesa di Roma e dello status giuridico che essa intendeva mantenere, soprattutto riguardo a Roma. Una rivendicazione indirizzata in particolare ai nuovi rappresentanti del Sacro Romano Impero, che poté nascere (nell'anno 800) solo grazie all'appoggio del pontefice romano.